# 纬北路街道
纬北路街道，是中华人民共和国山東省济南市天桥区下辖的一个乡镇级行政单位。

## 行政区划
纬北路街道下辖以下地区：
火车站社区、永和社区、聚贤街社区、刘家庄社区、茂新街社区、陈家楼社区、仁丰社区、康桥社区和馆驿街西社区。